# 2090
2090 — 2090 рік нашої ери, 90 рік 3 тисячоліття, 90 рік XXI століття, 10 рік 9-го десятиліття XXI століття, 1 рік 2090-х років.

## Очікувані події
- 23 вересня 2090 року відбудеться повне сонячне затемнення. Це буде одним з «європейський затемнень»: воно почнеться в Арктиці, пройде через північний полюс, через острів Ellesmerea, узбережжям західної Гренландії, через Атлантичний океан, на південь від Ірландії, Англії і Бельгії.

- Очікується, що у деяких європейських країн, число людей, які вважають себе нерелігійними, збільшиться з приблизно 30% у 1980 році, до більш ніж 90% в 2090 році, навіть, незважаючи на велику кількість мусульман, оскільки, значна їх частина буде тільки «культурно» мусульманська, а не буквально, що дотримується Корану. Основний напрямок ісламу в останні роки буде переживати реформацію і модернізацію завдяки значним поліпшенням в галузі освіти, в поєднанні з широкою гомогенізацією культури під впливом глобалізації, Інтернету, різних міжнародних угод та інших факторів.[1]